# フィリップ・スミス (音楽家)
フィリップ・スミス（Philip Smith、1952年 - ）は、アメリカ合衆国のトランペット奏者。1978年10月から2014年までニューヨーク・フィルハーモニックの首席奏者を務めた。

## 人物・来歴
英国で救世軍の背景のもと生まれ、現在でも世界中からの高い評価を維持している。1978年6月にニューヨーク・フィルハーモニックの共同首席奏者となり、1988年に首席を引き受けた。ブラスバンドの活動もしており、著名な団体と演奏をしている。
2013年にはジョージア大学にて、ブランドン・クラスウェルと並び、トランペット科の教授("William F. and Pamela P. Prokasy Professor")となることが発表された。この肩書きは、元カナディアン・ブラスのトランペット奏者であるフレッド・ミルス（Fred Mills）とフィラデルフィア管弦楽団の首席奏者デイビッド・ビルガー（David Bilger）が前任している。

## 教育
8歳の時、自身もコルネットの著名な奏者である父デレク・スミス（Derek Smith）の下コルネットのレッスンを始めた。1970年にジュリアード音楽院に入学し、エドワード-トゥルーテル（Edward Treutel）、ウィリアム-ヴァッキアーノ（William Vacchiano)の指導の下、オーケストラの演奏を初めて経験した。ジュリアードでの最終学年の時にゲオルグ・ショルティのシカゴ交響楽団の第4トランペット奏者として入団した。アメリカのオーケストラトランペット奏者史上最も偉大な奏者の一人として広く知られている首席奏者のアドルフ・ハーセスのそばで、3年間にわたり演奏することとなった。

## 初演
スミスは以下の4つの楽曲の初演をニューヨーク・フィルハーモニックと行っている。
- 世界初演：ジョゼフ・トゥリン（Joseph Turrin）トランペット協奏曲（フィルハーモニー委員会)
- 米国初：ジャック・エテュ（Jacques Hétu）トランペット協奏曲
- 世界初演(2000)：ローウェル・リーバーマン（Lowell Liebermann）の協奏曲（フィルハーモニー委員会)
- 世界初演(2003年)：ジークフリート・マトゥス（Siegfried Matthus）のトランペットとトロンボーン、オーケストラのための二重協奏曲（フィルハーモニー委員会。トロンボーンはジョゼフ・アレッシ（Joseph Alessi）

## その他の公演やレコーディング
- カナディアン・ブラス（Canadian Brass）
- エンパイア・ブラス（Empire Brass）
- リンカーンセンター室内楽協会（The Chamber Music Society of Lincoln Center）
- モーツァルト祝祭管弦楽団（Mostly Mozart Festival Orchestra）
- Bargemusic
- ニューヨーク・ヴィルトゥオージ室内交響楽団（New York Virtuosi Chamber Symphony）
- Philharmonie des Vents du Québec
- ヨーテボリ ブラス（Göteborg Brass）
- Rigid Containers Group Band
- ブラック・ダイク・バンド（Black Dyke Band）
- Principal Brass of the New York Philharmonic
- Salvation Army New York Staff Band
- 米陸軍ブラスバンド（U.S. Army Brass Band）

## アルバムのリリース
彼はニューヨーク市のジュリアード音楽院で働き、多くのアルバムを残している。
- ファンダンゴ（Fandango）(国際トランペットギルドによってソロコンテストに提供された)、ニューヨーク-フィルハーモニーの元トロンボーン奏者ジョセフ-アレッシ（Joseph Alessi）とニューメキシコ大学ウィンドシンフォニー(Summit Records)
- My Song of Songs、救世軍ニューヨークスタッフバンドの(Triumphonic)
- Copland’s Quiet City (ドイツGrammophone)
- New York Legends (CALA):ニューヨーク-フィルハーモニーの音楽家
- トランペットのためのオーケストラ抜粋(サミット記録):特定の曲のみで構成された人気のトランペットパートの抜粋では、特にオーケストラのオーディションで良く演奏される有名な作曲家。
- Ellen Taaffe Zwilichのトランペットと楽器のための協奏曲（New World）
- バッハ、ブランデンブルク協奏曲第2番 Bach’s Brandenburg Concerto No. 2 (コッホ)
- ウォルトンのファサード Walton’s Façade（アラベスク)
- The Trump Shall Resound and Repeat the Sounding Joy(Heritage)